# Hôtel Le Charron
El hôtel Le Charron u hôtel de Vitry es un hôtel particulier ubicado en los números 13-15 de la quai de Bourbon la Île Saint-Louis en el 4 distrito de París, Francia.

## Histórico
Fue construido entre 1637 y 1640 por el arquitecto francés Sébastien Bruand por encargo de Jean Charron, Intendente de Finanzas. A partir de 1912 albergó el estudio de la escultora belga Yvonne Serruys y su marido, el escritor francés Pierre Mille. El pintor Émile Bernard murió allí en 1941 y Haroun Tazieff vivió aquí.
Fue restaurado entre 1979 y 1980 bajo la dirección de Construcciones de Francia por Ladislas de Diesbach, promotor, y Laurent Daum, arquitecto.
Fue catalogado como monumento histórico en 1988.

Plaques commémoratives
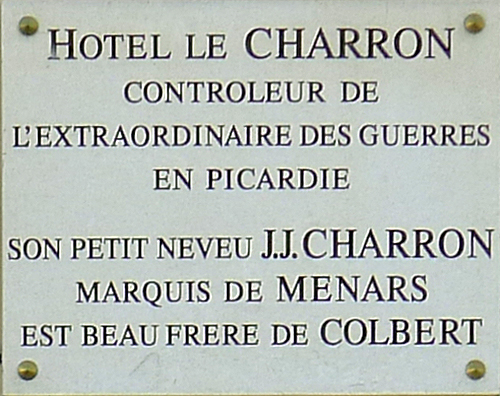
Hotel y familia” el carretero ".
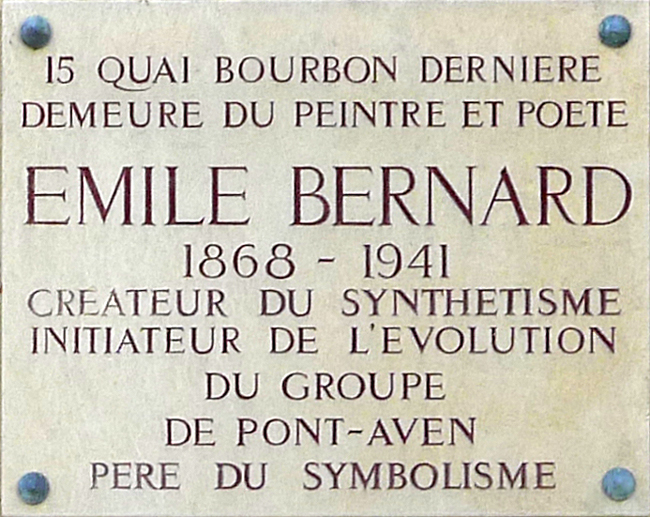
Emilio Bernardo.